# Guilandina
Genre
Synonymes
- Bonduc Mill. (1754).
- Caesalpinia subg. Guilandina (L.) Gillis & Proctor (1974).

Guilandina  est un genre de plantes à fleurs dicotylédones de la famille des Fabaceae, sous-famille des Caesalpinioideae, à répartition pantropicale, qui comprend de trois à treize espèces acceptées.

## Étymologie
Le nom générique Guilandina est un hommage à Melchior Wieland (de) (1515–1589), naturaliste et explorateur prussien  de Königsberg, qui s’est établi en Italie et a italianisé son nom en Guilandini (ou en latin Guilandinus).

## Liste d'espèces
Selon The Plant List (4 décembre 2018) :
- Guilandina divergens (Urb.) Britton
- Guilandina sphaerosperma (Urb. & Ekman) Britton
- Guilandina wrightiana (Urb.) Britton & Rose

Selon Gagnon et al. (2016) :
- Guilandina barkeriana (Urb. & Ekman) Britton
- Guilandina bonduc L.
- Guilandina caymanensis (Millsp.) Britton & Rose
- Guilandina ciliata Bergius ex Wikstrom, synonyme : Guilandina divergens (Urb.) Britton[4]
- Guilandina culebrae Britton & Wilson ex Britton & Rose
- Guilandina glaucophylla (Urb.) Britton & Rose
- Guilandina intermedia (Urb.) Britton & Rose
- Guilandina major (DC.) Small
- Guilandina portoricensis Britton & Wilson
- Guilandina socorroensis Britton & Rose
- Guilandina sphaerosperma (Urb. & Ekman) Britton
- Guilandina urophylla (Donn. Sm.) Britton & Rose
- Guilandina wrightiana (Urb.) Britton & Rose

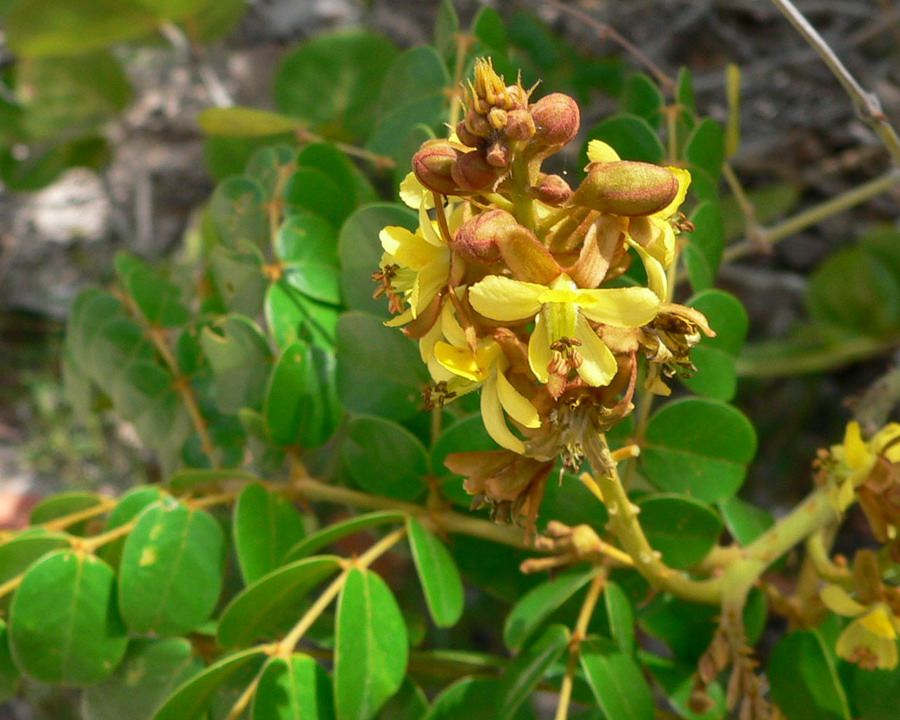
Guilandina bonduc.
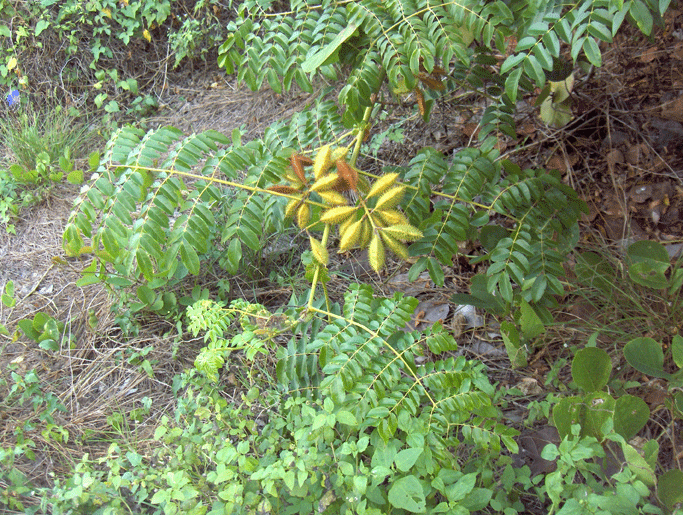
Guilandina major.